# (25133) Douglin
(25133) Douglin est un astéroïde de la ceinture principale.

## Description
(25133) Douglin est un astéroïde de la ceinture principale. Il fut découvert le 18 septembre 1998 à la station Anderson Mesa par le programme LONEOS. Il présente une orbite caractérisée par un demi-grand axe de 2,57 UA, une excentricité de 0,18 et une inclinaison de 4,4° par rapport à l'écliptique.

## Compléments